# Jocelyn Demers
 (décembre 2017).
Si vous disposez d'ouvrages ou d'articles de référence ou si vous connaissez des sites web de qualité traitant du thème abordé ici, merci de compléter l'article en donnant les références utiles à sa vérifiabilité et en les liant à la section « Notes et références ».
Jocelyn Demers, O.C., M.D. est un médecin spécialiste en hémato-oncologie pédiatrique. 

## Biographie
Il a obtenu un baccalauréat ès art au Séminaire de Saint-Hyacinthe (1953-1961)[réf. nécessaire]. 
Il est le cofondateur de l'Association Leucan (1978),, coïnitiateur du projet Manoir Ronald McDonald et l'un des fondateurs de la Fondation Charles-Bruneau[réf. nécessaire].
Il a consacré sa carrière de pédiatre à travailler auprès d'enfants atteints de cancer.
Il a pris sa retraite de la médecine en 2005.

## Distinctions
- 1999 -  Officier de l'Ordre du Canada[3]
- 2000 - Ordre du Mérite décerné par l'Association des diplômés de l'Université de Montréal.
- 2014 -  Chevalier de l'Ordre national du Québec[1]
- 2022 - Chevalier de l'Ordre de Montréal[2]